# Радислав Лале
Радислав Лале (Сарајево, 1984) српски је правник, доцент на Правном факултету Универзитета у Источном Сарајеву, предавач на предмету Радно и социјално право.

## Биографија
Рођен је 22. септембра 1984. године у Сарајеву. Дипломирао је на Правном факултету Универзитета у Источном Сарајеву 2009. године. Магистарску тезу под насловом „Посебни режими дисциплинске одговорности запослених“ одбранио је 2012. године. Докторску дисертацију на тему „Осигурање за случај незапослености у домаћем, упоредном и међународном праву“ одбранио је на Правном факултету Универзитета у Источном Сарајеву 2016. године.
На Правном факултету Универзитета у Источном Сарајеву ради од 2009. године. У звање доцента на ужој научној области Радно и социјално право изабран је 2016. године. Држи наставу из предмета Радно и социјално право и Теорија државе, те Радни спорови и Колективни уговори о раду на другом циклусу студија.
У једном периоду био је и вршилац дужности декана Правног факултета у Источном Сарајеву.
Врши дужност продекана за наставу на Правном факултету и секретара Катедре за јавноправне науке. У току своје досадашње професионалне каријере објавио је 16 стручних и научних радова.

## Објављени радови
- Уговор о раду као правни основ за заснивање радног односа, Зборник радова Правног факултета у Источном Сарајеву, бр. 5/2009;
- Одмори и одсуства, Годишњак Правног факултета у Источном Сарајеву, година И, бр. 1/2010;
- Удаљење радника са рада (суспензија), Годишњак Правног факултета у Источном Сарајеву, година III, бр. 1/2012;
- Дисциплинска одговорност радника у радном законодавству Републике Српске, Годишњак Правног факултета у Источном Сарајеву, бр. 2/2012;
- Активна политика према незапосленима, Годишњак Правног факултета у Источном Сарајеву, бр. 1/2014;
- Право на новчану накнаду за случај незапослености у Републици Српској, Годишњак Правног факултета у Источном Сарајеву, бр. 1/2015;
- Protection of Employees' Rights in the Republic of Srpska, European Public Law Series, Bibliothèque de Droit Public Européen, Public Law in Bosnia and Herzegovina: Trends and Challenges, European Public Law Organization, Vol. CXV, Athens, 2015;
- Родна равноправност у радном законодавству Републике Српске, Зборник радова са Школе родне равноправности, Правни факултет Универзитета у Источном Сарајеву и Гендер центар Владе Републике Српске, Источно Сарајево, 2015;
- Поступак утврђивања дисциплинске одговорности државних службеника у институцијама Босне и Херцеговине, рад је прихваћен за објављивање у Годишњаку Правног факултета у Источном Сарајеву, бр. 1/2016;
- Материјално обезбјеђење радника за случај незапослености као елемент права на рад у уставном систему Босне и Херцеговине, рад је прихваћен за објављивање у Зборнику радова „Двадесет година Дејтонског мировног споразума“, Правни факултет Универзитета у Источном Сарајеву, Источно Сарајево, 2016.